# Tour de California femenino 2016
La 2.ª edición del Tour de California femenino (oficialmente: Amgen Tour of California Women’s Race) se celebró en Estados Unidos entre el 19 y el 22 de mayo de 2016 con inicio en la ciudad de South Lake Tahoe y final en la ciudad de Sacramento en el estado de California. El recorrido consistió de un total de 4 etapas sobre una distancia total de 318,3 km.
La carrera hizo parte del UCI WorldTour Femenino 2016, creado en dicho año, como competencia de categoría 2.WWT del calendario ciclístico de máximo nivel mundial siendo la octava carrera de dicho circuito y fue ganada por la ciclista estadounidense Megan Guarnier del equipo Boels Dolmans. El podio lo completaron las también estadounidenses Kristin Armstrong del equipo Twenty16-Ridebiker y Evelyn Stevens del equipo Boels Dolmans.

## Equipos participantes
| Equipos femeninos (17)- BePink - Boels Dolmans - Canyon-SRAM Racing - Colavita-Bianchi - Cylance - Drops - Hagens Berman-Supermint - Hitec Products - Podium Ambition-Club La Santa - Rabo Liv Women - Rally - Tibco-Silicon Valley Bank - Twenty16-Ridebiker - UnitedHealthcare - Visit Dallas DNA - Weber Shimano Ladies Power - Wiggle High5 Equipo nacional- Estados Unidos |
| |

## Etapas
| Etapa     | Fecha     | Recorrido                           | type                     | Distancia (km) | Ganador            | Líder          |
| --------- | --------- | ----------------------------------- | ------------------------ | -------------- | ------------------ | -------------- |
| 1.ª etapa | 19 de may | South Lake Tahoe – South Lake Tahoe | etapa de montaña         | 117            | Megan Guarnier     | Megan Guarnier |
| 2.ª etapa | 20 de may | Folsom – Folsom                     | contrarreloj por equipos | 20,3           | Twenty16-Ridebiker | Megan Guarnier |
| 3.ª etapa | 21 de may | Santa Rosa – Santa Rosa             | etapa escarpada          | 111            | Marianne Vos       | Megan Guarnier |
| 4.ª etapa | 22 de may | Sacramento – Sacramento             | etapa llana              | 66             | Kirsten Wild       | Megan Guarnier |

## Desarrollo de la carrera

### 1.ª etapa
| \| Clasificación de la etapa \| Clasificación de la etapa \| Clasificación de la etapa \| Clasificación de la etapa \| Clasificación de la etapa \| \| Ciclista \| Ciclista \| Equipo \| Tiempo \| \| \| ------------------------- \| ------------------------- \| ----------------------------- \| ------------------------- \| ------------------------- \| \| 1.ª \| Megan Guarnier \| Boels Dolmans \| 3 h 05 min 09 s \| \| \| 2.ª \| Emma Johansson \| Wiggle High5 \| + 4 s \| \| \| 3.ª \| Kristin Armstrong \| Twenty16-Ridebiker \| + 10 s \| \| \| 4.ª \| Evelyn Stevens \| Boels Dolmans \| + 10 s \| \| \| 5.ª \| Marianne Vos \| Rabo Liv Women \| + 10 s \| \| \| 6.ª \| Rossella Ratto \| Cylance \| + 16 s \| \| \| 7.ª \| Coryn Rivera \| UnitedHealthcare Women's Team \| + 16 s \| \| \| 8.ª \| Shara Gillow \| Rabo Liv Women \| + 18 s \| \| \| 9.ª \| Tayler Wiles \| Orica-AIS \| + 18 s \| \| \| 10.ª \| Katie Hall \| UnitedHealthcare Women's Team \| + 18 s \| \| |                   |                               |                 |
| |                   |                               |                 |
| |                   |                               |                 |
| Clasificación de la etapa |                   |                               |                 |
| Ciclista | Ciclista          | Equipo                        | Tiempo          |
| 1.ª | Megan Guarnier    | Boels Dolmans                 | 3 h 05 min 09 s |
| 2.ª | Emma Johansson    | Wiggle High5                  | + 4 s           |
| 3.ª | Kristin Armstrong | Twenty16-Ridebiker            | + 10 s          |
| 4.ª | Evelyn Stevens    | Boels Dolmans                 | + 10 s          |
| 5.ª | Marianne Vos      | Rabo Liv Women                | + 10 s          |
| 6.ª | Rossella Ratto    | Cylance                       | + 16 s          |
| 7.ª | Coryn Rivera      | UnitedHealthcare Women's Team | + 16 s          |
| 8.ª | Shara Gillow      | Rabo Liv Women                | + 18 s          |
| 9.ª | Tayler Wiles      | Orica-AIS                     | + 18 s          |
| 10.ª | Katie Hall        | UnitedHealthcare Women's Team | + 18 s          |

| \| Clasificación general \| Clasificación general \| Clasificación general \| Clasificación general \| Clasificación general \| \| Ciclista \| Ciclista \| Equipo \| Tiempo \| \| \| --------------------- \| --------------------- \| ----------------------------- \| --------------------- \| --------------------- \| \| 1.ª \| Megan Guarnier \| Boels Dolmans \| 3 h 04 min 57 s \| \| \| 2.ª \| Emma Johansson \| Wiggle High5 \| + 10 s \| \| \| 3.ª \| Kristin Armstrong \| Twenty16-Ridebiker \| + 18 s \| \| \| 4.ª \| Evelyn Stevens \| Boels Dolmans \| + 22 s \| \| \| 5.ª \| Marianne Vos \| Rabo Liv Women \| + 22 s \| \| \| 6.ª \| Rossella Ratto \| Cylance \| + 28 s \| \| \| 7.ª \| Coryn Rivera \| UnitedHealthcare Women's Team \| + 28 s \| \| \| 8.ª \| Shara Gillow \| Rabo Liv Women \| + 30 s \| \| \| 9.ª \| Tayler Wiles \| Orica-AIS \| + 30 s \| \| \| 10.ª \| Katie Hall \| UnitedHealthcare Women's Team \| + 30 s \| \| |                   |                               |                 |
| |                   |                               |                 |
| |                   |                               |                 |
| Clasificación general |                   |                               |                 |
| Ciclista | Ciclista          | Equipo                        | Tiempo          |
| 1.ª | Megan Guarnier    | Boels Dolmans                 | 3 h 04 min 57 s |
| 2.ª | Emma Johansson    | Wiggle High5                  | + 10 s          |
| 3.ª | Kristin Armstrong | Twenty16-Ridebiker            | + 18 s          |
| 4.ª | Evelyn Stevens    | Boels Dolmans                 | + 22 s          |
| 5.ª | Marianne Vos      | Rabo Liv Women                | + 22 s          |
| 6.ª | Rossella Ratto    | Cylance                       | + 28 s          |
| 7.ª | Coryn Rivera      | UnitedHealthcare Women's Team | + 28 s          |
| 8.ª | Shara Gillow      | Rabo Liv Women                | + 30 s          |
| 9.ª | Tayler Wiles      | Orica-AIS                     | + 30 s          |
| 10.ª | Katie Hall        | UnitedHealthcare Women's Team | + 30 s          |

### 2.ª etapa
| \| Clasificación de la etapa \| Clasificación de la etapa \| Clasificación de la etapa \| Clasificación de la etapa \| Clasificación de la etapa \| Clasificación de la etapa \| \| Equipo \| Equipo \| Tiempo \| Diferencia \| Promedio \| \| \| ------------------------- \| ----------------------------- \| ------------------------- \| ------------------------- \| ------------------------- \| ------------------------- \| \| 1.º \| Twenty16-Ridebiker \| 27 min 33 s \| 0 s \| 44.211 km/h \| \| \| 2.º \| Boels Dolmans \| 27 min 39 s \| + 6 s \| 44.051 km/h \| \| \| 3.º \| UnitedHealthcare \| 27 min 58 s \| + 25 s \| 43.552 km/h \| \| \| 4.º \| Rabo Liv Women \| 28 min 07 s \| + 34 s \| 43.320 km/h \| \| \| 5.º \| Canyon-SRAM Racing \| 28 min 09 s \| + 36 s \| 43.268 km/h \| \| \| 6.º \| Tibco-Silicon Valley Bank \| 28 min 28 s \| + 55 s \| 42.787 km/h \| \| \| 7.º \| Wiggle High5 \| 28 min 31 s \| + 58 s \| 42.712 km/h \| \| \| 8.º \| Hitec Products \| 28 min 41 s \| + 1 min 08 s \| 42.464 km/h \| \| \| 9.º \| Podium Ambition-Club La Santa \| 28 min 45 s \| + 1 min 12 s \| 42.365 km/h \| \| \| 10.º \| Colavita-Bianchi \| 29 min 24 s \| + 1 min 51 s \| 41.429 km/h \| \| |                               |             |              |             |
| |                               |             |              |             |
| Fuente: ProCyclingStats |                               |             |              |             |
| Clasificación de la etapa |                               |             |              |             |
| Equipo | Equipo                        | Tiempo      | Diferencia   | Promedio    |
| 1.º | Twenty16-Ridebiker            | 27 min 33 s | 0 s          | 44.211 km/h |
| 2.º | Boels Dolmans                 | 27 min 39 s | + 6 s        | 44.051 km/h |
| 3.º | UnitedHealthcare              | 27 min 58 s | + 25 s       | 43.552 km/h |
| 4.º | Rabo Liv Women                | 28 min 07 s | + 34 s       | 43.320 km/h |
| 5.º | Canyon-SRAM Racing            | 28 min 09 s | + 36 s       | 43.268 km/h |
| 6.º | Tibco-Silicon Valley Bank     | 28 min 28 s | + 55 s       | 42.787 km/h |
| 7.º | Wiggle High5                  | 28 min 31 s | + 58 s       | 42.712 km/h |
| 8.º | Hitec Products                | 28 min 41 s | + 1 min 08 s | 42.464 km/h |
| 9.º | Podium Ambition-Club La Santa | 28 min 45 s | + 1 min 12 s | 42.365 km/h |
| 10.º | Colavita-Bianchi              | 29 min 24 s | + 1 min 51 s | 41.429 km/h |

| \| Clasificación general \| Clasificación general \| Clasificación general \| Clasificación general \| Clasificación general \| \| Ciclista \| Ciclista \| Equipo \| Tiempo \| \| \| --------------------- \| --------------------- \| ----------------------------- \| --------------------- \| --------------------- \| \| 1.ª \| Megan Guarnier \| Boels Dolmans \| 3 h 32 min 36 s \| \| \| 2.ª \| Kristin Armstrong \| Twenty16-Ridebiker \| + 12 s \| \| \| 3.ª \| Evelyn Stevens \| Boels Dolmans \| + 22 s \| \| \| 4.ª \| Leah Thomas \| Twenty16-Ridebiker \| + 44 s \| \| \| 5.ª \| Coryn Rivera \| UnitedHealthcare Women's Team \| + 47 s \| \| \| 6.ª \| Katie Hall \| UnitedHealthcare Women's Team \| + 49 s \| \| \| 7.ª \| Marianne Vos \| Rabo Liv Women \| + 50 s \| \| \| 8.ª \| Chloé Dygert \| Twenty16-Ridebiker \| + 53 s \| \| \| 9.ª \| Shara Gillow \| Rabo Liv Women \| + 58 s \| \| \| 10.ª \| Emma Johansson \| Wiggle High5 \| + 1 min 02 s \| \| |                   |                               |                 |
| |                   |                               |                 |
| Fuente: ProCyclingStats |                   |                               |                 |
| Clasificación general |                   |                               |                 |
| Ciclista | Ciclista          | Equipo                        | Tiempo          |
| 1.ª | Megan Guarnier    | Boels Dolmans                 | 3 h 32 min 36 s |
| 2.ª | Kristin Armstrong | Twenty16-Ridebiker            | + 12 s          |
| 3.ª | Evelyn Stevens    | Boels Dolmans                 | + 22 s          |
| 4.ª | Leah Thomas       | Twenty16-Ridebiker            | + 44 s          |
| 5.ª | Coryn Rivera      | UnitedHealthcare Women's Team | + 47 s          |
| 6.ª | Katie Hall        | UnitedHealthcare Women's Team | + 49 s          |
| 7.ª | Marianne Vos      | Rabo Liv Women                | + 50 s          |
| 8.ª | Chloé Dygert      | Twenty16-Ridebiker            | + 53 s          |
| 9.ª | Shara Gillow      | Rabo Liv Women                | + 58 s          |
| 10.ª | Emma Johansson    | Wiggle High5                  | + 1 min 02 s    |

### 3.ª etapa
| \| Clasificación de la etapa \| Clasificación de la etapa \| Clasificación de la etapa \| Clasificación de la etapa \| Clasificación de la etapa \| \| Ciclista \| Ciclista \| Equipo \| Tiempo \| \| \| ------------------------- \| ------------------------- \| ----------------------------- \| ------------------------- \| ------------------------- \| \| 1.ª \| Marianne Vos \| Rabo Liv Women \| 2 h 51 min 52 s \| \| \| 2.ª \| Coryn Rivera \| UnitedHealthcare Women's Team \| + 0 s \| \| \| 3.ª \| Emma Johansson \| Wiggle High5 \| + 0 s \| \| \| 4.ª \| Megan Guarnier \| Boels Dolmans \| + 0 s \| \| \| 5.ª \| Brianna Walle \| Tibco-Silicon Valley Bank \| + 0 s \| \| \| 6.ª \| Alena Amialiusik \| Canyon-SRAM Racing \| + 0 s \| \| \| 7.ª \| Heather Fischer \| Rally Cycling \| + 0 s \| \| \| 8.ª \| Chloé Dygert \| Twenty16-Ridebiker \| + 0 s \| \| \| 9.ª \| Lauren Stephens \| Tibco-Silicon Valley Bank \| + 0 s \| \| \| 10.ª \| Danielle King \| Wiggle High5 \| + 0 s \| \| |                  |                               |                 |
| |                  |                               |                 |
| |                  |                               |                 |
| Clasificación de la etapa |                  |                               |                 |
| Ciclista | Ciclista         | Equipo                        | Tiempo          |
| 1.ª | Marianne Vos     | Rabo Liv Women                | 2 h 51 min 52 s |
| 2.ª | Coryn Rivera     | UnitedHealthcare Women's Team | + 0 s           |
| 3.ª | Emma Johansson   | Wiggle High5                  | + 0 s           |
| 4.ª | Megan Guarnier   | Boels Dolmans                 | + 0 s           |
| 5.ª | Brianna Walle    | Tibco-Silicon Valley Bank     | + 0 s           |
| 6.ª | Alena Amialiusik | Canyon-SRAM Racing            | + 0 s           |
| 7.ª | Heather Fischer  | Rally Cycling                 | + 0 s           |
| 8.ª | Chloé Dygert     | Twenty16-Ridebiker            | + 0 s           |
| 9.ª | Lauren Stephens  | Tibco-Silicon Valley Bank     | + 0 s           |
| 10.ª | Danielle King    | Wiggle High5                  | + 0 s           |

| \| Clasificación general \| Clasificación general \| Clasificación general \| Clasificación general \| Clasificación general \| \| Ciclista \| Ciclista \| Equipo \| Tiempo \| \| \| --------------------- \| --------------------- \| ----------------------------- \| --------------------- \| --------------------- \| \| 1.ª \| Megan Guarnier \| Boels Dolmans \| 6 h 25 min 24 s \| \| \| 2.ª \| Kristin Armstrong \| Twenty16-Ridebiker \| + 15 s \| \| \| 3.ª \| Evelyn Stevens \| Boels Dolmans \| + 25 s \| \| \| 4.ª \| Marianne Vos \| Rabo Liv Women \| + 43 s \| \| \| 5.ª \| Coryn Rivera \| UnitedHealthcare Women's Team \| + 44 s \| \| \| 6.ª \| Leah Thomas \| Twenty16-Ridebiker \| + 47 s \| \| \| 7.ª \| Katie Hall \| UnitedHealthcare Women's Team \| + 52 s \| \| \| 8.ª \| Chloé Dygert \| Twenty16-Ridebiker \| + 56 s \| \| \| 9.ª \| Emma Johansson \| Wiggle High5 \| + 1 min 01 s \| \| \| 10.ª \| Shara Gillow \| Rabo Liv Women \| + 1 min 06 s \| \| |                   |                               |                 |
| |                   |                               |                 |
| |                   |                               |                 |
| Clasificación general |                   |                               |                 |
| Ciclista | Ciclista          | Equipo                        | Tiempo          |
| 1.ª | Megan Guarnier    | Boels Dolmans                 | 6 h 25 min 24 s |
| 2.ª | Kristin Armstrong | Twenty16-Ridebiker            | + 15 s          |
| 3.ª | Evelyn Stevens    | Boels Dolmans                 | + 25 s          |
| 4.ª | Marianne Vos      | Rabo Liv Women                | + 43 s          |
| 5.ª | Coryn Rivera      | UnitedHealthcare Women's Team | + 44 s          |
| 6.ª | Leah Thomas       | Twenty16-Ridebiker            | + 47 s          |
| 7.ª | Katie Hall        | UnitedHealthcare Women's Team | + 52 s          |
| 8.ª | Chloé Dygert      | Twenty16-Ridebiker            | + 56 s          |
| 9.ª | Emma Johansson    | Wiggle High5                  | + 1 min 01 s    |
| 10.ª | Shara Gillow      | Rabo Liv Women                | + 1 min 06 s    |

### 4.ª etapa
| \| Clasificación de la etapa \| Clasificación de la etapa \| Clasificación de la etapa \| Clasificación de la etapa \| Clasificación de la etapa \| \| Ciclista \| Ciclista \| Equipo \| Tiempo \| \| \| ------------------------- \| ------------------------- \| ----------------------------- \| ------------------------- \| ------------------------- \| \| 1.ª \| Kirsten Wild \| Hitec Products \| 1 h 35 min 10 s \| \| \| 2.ª \| Lisa Brennauer \| Canyon-SRAM Racing \| + 0 s \| \| \| 3.ª \| Marianne Vos \| Rabo Liv Women \| + 0 s \| \| \| 4.ª \| Coryn Rivera \| UnitedHealthcare Women's Team \| + 0 s \| \| \| 5.ª \| Amy Pieters \| Wiggle High5 \| + 0 s \| \| \| 6.ª \| Valentina Scandolara \| Cylance \| + 0 s \| \| \| 7.ª \| Ruth Winder \| Estados Unidos \| + 0 s \| \| \| 8.ª \| Ilaria Sanguineti \| BePink \| + 0 s \| \| \| 9.ª \| Chantal Blaak \| Boels Dolmans \| + 0 s \| \| \| 10.ª \| Jo Kiesanowski \| Tibco-Silicon Valley Bank \| + 0 s \| \| |                      |                               |                 |
| |                      |                               |                 |
| |                      |                               |                 |
| Clasificación de la etapa |                      |                               |                 |
| Ciclista | Ciclista             | Equipo                        | Tiempo          |
| 1.ª | Kirsten Wild         | Hitec Products                | 1 h 35 min 10 s |
| 2.ª | Lisa Brennauer       | Canyon-SRAM Racing            | + 0 s           |
| 3.ª | Marianne Vos         | Rabo Liv Women                | + 0 s           |
| 4.ª | Coryn Rivera         | UnitedHealthcare Women's Team | + 0 s           |
| 5.ª | Amy Pieters          | Wiggle High5                  | + 0 s           |
| 6.ª | Valentina Scandolara | Cylance                       | + 0 s           |
| 7.ª | Ruth Winder          | Estados Unidos                | + 0 s           |
| 8.ª | Ilaria Sanguineti    | BePink                        | + 0 s           |
| 9.ª | Chantal Blaak        | Boels Dolmans                 | + 0 s           |
| 10.ª | Jo Kiesanowski       | Tibco-Silicon Valley Bank     | + 0 s           |

## Clasificaciones finales
Las clasificaciones finalizaron de la siguiente forma:

### Clasificación general
| \| Clasificación general \| Clasificación general \| Clasificación general \| Clasificación general \| Clasificación general \| \| Ciclista \| Ciclista \| Equipo \| Tiempo \| \| \| --------------------- \| --------------------- \| ----------------------------- \| --------------------- \| --------------------- \| \| 1.ª \| Megan Guarnier \| Boels Dolmans \| 8 h 00 min 31 s \| \| \| 2.ª \| Kristin Armstrong \| Twenty16-Ridebiker \| + 17 s \| \| \| 3.ª \| Evelyn Stevens \| Boels Dolmans \| + 28 s \| \| \| 4.ª \| Marianne Vos \| Rabo Liv Women \| + 42 s \| \| \| 5.ª \| Leah Thomas \| Twenty16-Ridebiker \| + 46 s \| \| \| 6.ª \| Chloé Dygert \| Twenty16-Ridebiker \| + 59 s \| \| \| 7.ª \| Katie Hall \| UnitedHealthcare Women's Team \| + 1 min 01 s \| \| \| 8.ª \| Emma Johansson \| Wiggle High5 \| + 1 min 02 s \| \| \| 9.ª \| Coryn Rivera \| UnitedHealthcare Women's Team \| + 1 min 07 s \| \| \| 10.ª \| Lauren Stephens \| Tibco-Silicon Valley Bank \| + 1 min 25 s \| \| |                   |                               |                 |
| |                   |                               |                 |
| Fuente: ProCyclingStats |                   |                               |                 |
| Clasificación general |                   |                               |                 |
| Ciclista | Ciclista          | Equipo                        | Tiempo          |
| 1.ª | Megan Guarnier    | Boels Dolmans                 | 8 h 00 min 31 s |
| 2.ª | Kristin Armstrong | Twenty16-Ridebiker            | + 17 s          |
| 3.ª | Evelyn Stevens    | Boels Dolmans                 | + 28 s          |
| 4.ª | Marianne Vos      | Rabo Liv Women                | + 42 s          |
| 5.ª | Leah Thomas       | Twenty16-Ridebiker            | + 46 s          |
| 6.ª | Chloé Dygert      | Twenty16-Ridebiker            | + 59 s          |
| 7.ª | Katie Hall        | UnitedHealthcare Women's Team | + 1 min 01 s    |
| 8.ª | Emma Johansson    | Wiggle High5                  | + 1 min 02 s    |
| 9.ª | Coryn Rivera      | UnitedHealthcare Women's Team | + 1 min 07 s    |
| 10.ª | Lauren Stephens   | Tibco-Silicon Valley Bank     | + 1 min 25 s    |

### Clasificación por puntos
| Clasificación por puntos | Clasificación por puntos | Clasificación por puntos      | Clasificación por puntos | Clasificación por puntos |
| Ciclista                 | Ciclista                 | Equipo                        | Puntos                   |                          |
| ------------------------ | ------------------------ | ----------------------------- | ------------------------ | ------------------------ |
| 1.ª                      | Megan Guarnier           | Boels Dolmans                 | 30 pts                   |                          |
| 2.ª                      | Marianne Vos             | Rabo Liv Women                | 30 pts                   |                          |
| 3.ª                      | Emma Johansson           | Wiggle High5                  | 23 pts                   |                          |
| 4.ª                      | Coryn Rivera             | UnitedHealthcare Women's Team | 23 pts                   |                          |
| 5.ª                      | Kirsten Wild             | Hitec Products                | 15 pts                   |                          |
| 6.ª                      | Lisa Brennauer           | Canyon-SRAM Racing            | 12 pts                   |                          |
| 7.ª                      | Kristin Armstrong        | Twenty16-Ridebiker            | 10 pts                   |                          |
| 8.ª                      | Evelyn Stevens           | Boels Dolmans                 | 7 pts                    |                          |
| 9.ª                      | Brianna Walle            | Tibco-Silicon Valley Bank     | 6 pts                    |                          |
| 10.ª                     | Amy Pieters              | Wiggle High5                  | 6 pts                    |                          |

### Clasificación de la montaña
| Clasificación de la montaña | Clasificación de la montaña | Clasificación de la montaña | Clasificación de la montaña | Clasificación de la montaña |
| Ciclista                    | Ciclista                    | Equipo                      | Puntos                      |                             |
| --------------------------- | --------------------------- | --------------------------- | --------------------------- | --------------------------- |
| 1.ª                         | Mara Abbott                 | Wiggle High5                | 8 pts                       |                             |
| 2.ª                         | Megan Guarnier              | Boels Dolmans               | 6 pts                       |                             |
| 3.ª                         | Evelyn Stevens              | Boels Dolmans               | 2 pts                       |                             |
| 4.ª                         | Emma Johansson              | Wiggle High5                | 2 pts                       |                             |
| 5.ª                         | Kristin Armstrong           | Twenty16-Ridebiker          | 1 pt                        |                             |
| 6.ª                         | Karol-Ann Canuel            | Boels Dolmans               | 1 pt                        |                             |
| 7.ª                         | Tayler Wiles                | Orica-AIS                   | 1 pt                        |                             |

### Clasificación de las jóvenes
| Clasificación del mejor joven | Clasificación del mejor joven | Clasificación del mejor joven | Clasificación del mejor joven | Clasificación del mejor joven |
| Ciclista                      | Ciclista                      | Equipo                        | Tiempo                        |                               |
| ----------------------------- | ----------------------------- | ----------------------------- | ----------------------------- | ----------------------------- |
| 1.ª                           | Chloé Dygert                  | Twenty16-Ridebiker            | 8 h 01 min 30 s               |                               |
| 2.ª                           | Ruth Winder                   | Estados Unidos                | + 3 min 13 s                  |                               |
| 3.ª                           | Rossella Ratto                | Cylance                       | + 5 min 21 s                  |                               |
| 4.ª                           | Emma White                    | Rally Cycling                 | + 5 min 41 s                  |                               |
| 5.ª                           | Anouska Helena Koster         | Rabo Liv Women                | + 6 min 09 s                  |                               |
| 6.ª                           | Hannah Barnes                 | Canyon-SRAM Racing            | + 6 min 51 s                  |                               |
| 7.ª                           | Jessenia Meneses Gonzales     | Weber Shimano Ladies Power    | + 7 min 31 s                  |                               |
| 8.ª                           | Alexis Ryan                   | Canyon-SRAM Racing            | + 8 min 46 s                  |                               |
| 9.ª                           | Annie Ewart                   | UnitedHealthcare Women's Team | + 11 min 52 s                 |                               |
| 10.ª                          | Kelly Catlin                  | Estados Unidos                | + 12 min 30 s                 |                               |

### Clasificación por equipos
| Clasificación por equipos | Clasificación por equipos     | Clasificación por equipos | Clasificación por equipos |
| Equipo                    | Equipo                        | Tiempo                    |                           |
| ------------------------- | ----------------------------- | ------------------------- | ------------------------- |
| 1.º                       | Twenty16-Ridebiker            | 24 h 03 min 28 s          |                           |
| 2.º                       | Boels Dolmans                 | + 0 s                     |                           |
| 3.º                       | UnitedHealthcare              | + 1 min 49 s              |                           |
| 4.º                       | Wiggle High5                  | + 2 min 15 s              |                           |
| 5.º                       | Rabo Liv Women                | + 7 min 18 s              |                           |
| 6.º                       | Tibco-Silicon Valley Bank     | + 8 min 45 s              |                           |
| 7.º                       | Canyon-SRAM Racing            | + 13 min 11 s             |                           |
| 8.º                       | Podium Ambition-Club La Santa | + 15 min 51 s             |                           |
| 9.º                       | Colavita-Bianchi              | + 16 min 24 s             |                           |
| 10.º                      | Cylance                       | + 17 min 32 s             |                           |

## Evolución de las clasificaciones
| Etapa                   | Vencedora               | Clasificación general | Clasificación por puntos | Clasificación de la montaña | Clasificación de las jóvenes | Clasificación de la combatividad | Clasificación por equipos |
| ----------------------- | ----------------------- | --------------------- | ------------------------ | --------------------------- | ---------------------------- | -------------------------------- | ------------------------- |
| 1.ª                     | Megan Guarnier          | Megan Guarnier        | Megan Guarnier           | Megan Guarnier              | Rossella Ratto               | Sarah Storey                     | Wiggle High5              |
| 2.ª                     | Twenty16-Ridebiker      | Megan Guarnier        | Megan Guarnier           | Megan Guarnier              | Chloe Dygert                 | no otorgado                      | Twenty16-Ridebiker        |
| 3.ª                     | Marianne Vos            | Megan Guarnier        | Megan Guarnier           | Mara Abbott                 | Chloe Dygert                 | Mara Abbott                      | Twenty16-Ridebiker        |
| 4.ª                     | Kirsten Wild            | Megan Guarnier        | Megan Guarnier           | Mara Abbott                 | Chloe Dygert                 | Shara Gillow                     | Twenty16-Ridebiker        |
| Clasificaciones finales | Clasificaciones finales | Megan Guarnier        | Megan Guarnier           | Mara Abbott                 | Chloe Dygert                 | no otorgado                      | Twenty16-Ridebiker        |

## UCI WorldTour Femenino
La Tour de California femenino otorga puntos para el UCI WorldTour Femenino 2016, incluyendo a todas las corredoras de los equipos en las categorías UCI Team Femenino. Las siguientes tablas muestran el baremo de puntuación y las 10 corredoras que obtuvieron más puntos:
| Posición              | 1.ª | 2.ª | 3.ª | 4.ª | 5.ª | 6.ª | 7.ª | 8.ª | 9.ª | 10.ª | 11.ª | 12.ª | 13.ª | 14.ª | 15.ª | 16.ª | 17.ª | 18.ª | 19.ª | 20.ª |
| Clasificación general | 120 | 100 | 85  | 70  | 60  | 50  | 40  | 35  | 30  | 25   | 20   | 18   | 16   | 14   | 12   | 10   | 8    | 6    | 4    | 2    |
| Por etapa             | 25  | 20  | 18  | 16  | 14  | 12  | 10  | 8   | 6   | 4    |      |      |      |      |      |      |      |      |      |      |
| Líder                 | 6   |     |     |     |     |     |     |     |     |      |      |      |      |      |      |      |      |      |      |      |

| Clasificación | Clasificación     | Clasificación                | Clasificación | Clasificación | Clasificación | Clasificación |
| Posición      | Ciclista          | Equipo                       | General       | Etapa         | Líder         | Total         |
| ------------- | ----------------- | ---------------------------- | ------------- | ------------- | ------------- | ------------- |
| 1.ª           | Megan Guarnier    | Boels Dolmans                | 120           | 41            | 18            | 179           |
| 2.ª           | Marianne Vos      | Rabobank-Liv Woman           | 70            | 57            | -             | 127           |
| 3.ª           | Kristin Armstrong | Twenty16-Ridebiker           | 100           | 18            | -             | 118           |
| 4.ª           | Evelyn Stevens    | Boels Dolmans                | 85            | 16            | -             | 101           |
| 5.ª           | Coryn Rivera      | Unitedhealthcare Pro Cycling | 30            | 46            | -             | 76            |
| 6.ª           | Emma Johansson    | Wiggle High5                 | 35            | 38            | -             | 73            |
| 7.ª           | Leah Thomas       | Twenty16-Ridebiker           | 60            | -             | -             | 60            |
| 8.ª           | Chloé Dygert      | Twenty16-Ridebiker           | 50            | 8             | -             | 58            |
| 9.ª           | Katie Hall        | Unitedhealthcare Pro Cycling | 40            | 4             | -             | 44            |
| 10.ª          | Lauren Stephens   | Tibco-Silicon Valley Bank    | 25            | 6             | -             | 31            |